# همسنگار
همسنگار فیلمی ایرانی به کارگردانی احسان عبدی‌پور است که اولین بار در ۱۳۹۰ در تلویزیون به نمایش درآمد.

## داستان
ناخدای لنجی به همراه دستیارش قرار است عده ای از زنان، بچه‌ها و آدم‌های سالخورده و جنگ‌زده را از شهر آبادان به مقصد بوشهر خارج کند، آبادان در محاصرهٔ نیروهای عراقی است. در ابتدا انگیزه مالی محرک ناخدا برای این عمل است امّا در ادامه و در طی مسیر و فراز و فرودهای بسیار، ناخدا دگرگون می شود و در میانه راه تصمیم می گیرد برخی از همسفرانش را که علی‌رغم میل باطنی وطنشان را ترک کرده‌اند به آن جا بازگرداند. در این هنگام هواپیماهای دشمن به لنج حمله می‌کنند و ناخدا جان عدّه‌ای را نجات می دهد اما خود و تعدادی از کسانی که هم چنان در لنج مانده‌اند به شهادت می‌رسند.

## بازیگران
- حمید باغکی
- عباس جوادی
- حسین قفلی
- هدی نوری زاد
- محسن نبوی
- جعفر بهبهانی
- صدیقه صداقت
- دیانا قیم
- سپیده جمالی
- مریم ایزدجو
- حمید حق جو مسوول جلوه های ویژه بصری